# Seznam letališč na Finskem
Seznam letališč na Finskem.

## H
- Helioport Helsinki Hernesaari
- Letališče Helsinki-Malmi
- Letališče Helsinki-Vantaa

## I
- Letališče Ivalo

## J
- Letališče Joensuu
- Letališče Jyväskylä

## K
- Letališče Kajaani
- Letališče Kemi-Tornio
- Letališče Kittilä
- Letališče Kokkola-Pietarsaari
- Letališče Kuopio
- Letališče Kuusamo

## L
- Letališče Lappeenranta

## M
- Letališče Mariehamn
- Letališče Mikkeli

## O
- Letališče Oulu

## P
- Letališče Pori

## R
- Letališče Rovaniemi

## S
- Letališče Savonlinna
- Letališče Seinäjoki

## T
- Letališče Tampere-Pirkkala
- Letališče Turku

## V
- Letališče Vaasa
- Letališče Varkaus